# رولف سورنسن
رولف سورنسن (دانمارکی: Rolf Sørensen؛ زادهٔ ۲۰ آوریل ۱۹۶۵) دوچرخه‌سوار اهل دانمارک است.
از باشگاه‌هایی که در آن بازی کرده‌است می‌توان به ام‌جی مالیفیچو، تیم دوچرخه‌سواری کاررا، تیم تینکوف، تیم لوتوان‌ال–یومبو، و لاندباوکردیت–کولناخو اشاره کرد.
وی در مسابقات کشوری و بین‌المللی در مجموع برندهٔ ۱ مدال نقره شده‌است.